# Điều khiển từ xa

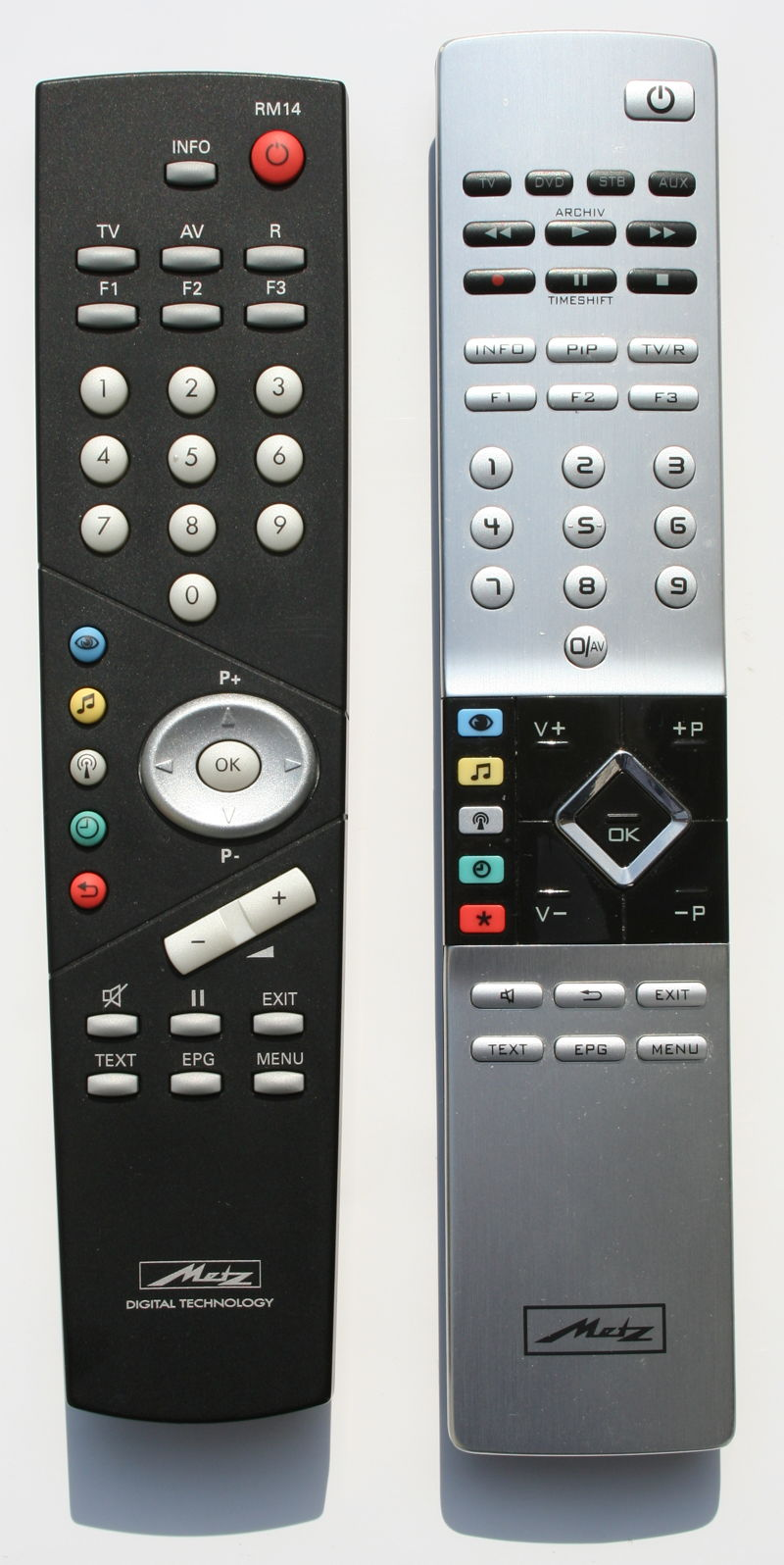
Hộp viễn khiến của ti vi hãng Metz

Điều khiển từ xa tức viễn cách điều khiển, viễn cự điều khiển hay còn gọi là viễn khiến là thành phần của một thiết bị điện tử, thường là TV, đầu đĩa, máy hát, máy điều hòa, quạt… và được sử dụng để điều khiển những máy đó từ một khoảng cách ngắn không qua dây dẫn. Viễn khiến đã  phát triển liên tục và thăng biến trong những năm gần đây và hiện có thêm kết nối Bluetooth, cảm biến chuyển động và chức năng điều khiển bằng giọng nói.
Viễn khiến thường sử dụng tia hồng ngoại giúp người dùng ra lệnh cho thiết bị chính thông qua một số nút nhấn để thay đổi các thiết lập khác nhau. Trong thực tế, tất cả các chức năng của đa số các thiết bị điện tử hiện nay đều có thể được điều chỉnh thông qua điều khiển từ xa, trong khi các nút trên thiết bị chính chỉ có một số ít các nút chính thiết yếu.
Hầu hết các điều khiển từ xa giao tiếp với các thiết bị của mình thông qua tín hiệu hồng ngoại và một số ít dùng sóng vô tuyến. Thông thường tín hiệu từ điều khiển từ xa được mã hóa và yêu cầu thiết bị chính phải cùng thuộc một dòng sản phẩm hay thương hiệu cụ thể. Nhưng cũng có những điều khiển từ xa đa năng có thể làm việc được với hầu hết các thiết bị có thương hiệu phổ biến.

## Hoạt động
Công nghệ chính được sử dụng trong điều khiển từ xa gia dụng là tia hồng ngoại (IR). Những xung ánh sáng hồng ngoại này vô hình với mắt người và có thể nhìn thấy bằng máy ảnh kỹ thuật số hay máy quay phim. Đầu phát của điều khiển từ xa thường là một đèn LED (diode phát sáng).
Vì điều khiển từ xa sử dụng tia hồng ngoại, cần có một khoảng không không có vật chắn sáng giữa nó và thiết bị chính. Tuy nhiên, tín hiệu có thể phản xạ qua gương giống như những loại ánh sáng khác.
Trong trường hợp có vật chắn sáng, ví dụ như khi thiết bị chính nằm ở phòng khác hay trong tủ, người dùng có thể sử dụng bộ khuếch đại tín hiệu. Thiết bị này gồm có 2 phần, phần 1 nhận tia hồng ngoại và chuyển tín hiệu theo dạng vô tuyến đến phần thứ 2, từ đây nó được chuyển lại thành tín hiệu hồng ngoại giống như của điều khiển từ xa gốc.
Các đầu nhận hồng ngoại của thiết bị chính cũng có những hạn chế về góc nhận tín hiệu, thường phụ thuộc vào đặc tính quang học của tranzito quang điện. Tuy nhiên, có thể tăng góc nhận sóng bằng cách dùng một tấm kính hơi mờ đục đặt phía trước đầu nhận.
Một số loại điều khiển từ xa khác sử dụng sóng vô tuyến thay vì hồng ngoại. Chúng được ứng dụng mở cửa, cổng, thanh chắn đường, hệ thống báo trộm, chìa khóa ô tô, xe máy, đồ chơi trẻ em và hệ thống tự động hóa công nghiệp. Loại điều khiển này có thể hoạt động từ khoảng cách xa hơn nhưng đôi khi bị nhiễu sóng nếu gần đó có một thiết bị tương tự hoạt động trên cùng tần số.

## Ứng dụng
Điều khiển từ xa được sử dụng rộng rãi trong ngành điện tử gia dụng và giải trí. Phần lớn các thiết bị điện tử như TV, đầu đĩa, máy điều hòa, quạt... đều có điều khiển từ xa đi kèm. Gần đây các tay cầm chơi điện tử cũng được ứng dụng công nghệ không dây. Chúng dùng sóng vô tuyến thay vì hồng ngoại, vì việc luôn phải chĩa chúng vào thiết bị chính trong khi chơi là điều rất không thực tế. Ngoài việc phải thay pin thường xuyên và đôi khi gây ra hiện tượng trễ tín hiệu, tay cầm không dây đem lại một số ưu điểm và sự tiện dụng khác. Sản phẩm của Sony PlayStation 3, Nintendo Wii dùng sóng Bluetooth, trong khi Microsoft Xbox 360 và Xbox One dùng giao thức truyền tín hiệu riêng của mình.
Các loại cổng hay cửa ra vào cũng thường được điều khiển từ xa, và còn được ứng dụng loại mã thay đổi được để tăng sự an toàn.
Trong quân sự đây cũng là một thiết bị rất quan trọng thường dùng để vô hiệu hóa hệ thống điện tử của đối phương. Điều khiển từ xa còn được dùng để điểu khiển các phương tiện quân sự (máy bay, xe tăng, tàu ngầm...) không người lái hoặc các thiết bị nổ.

## Sử dụng
Điều khiển từ xa sinh ra để làm cho người dùng thuận tiện hơn, tuy nhiên nhiều người lại để lạc hay mất nó và mất nhiều thời gian để tìm kiếm nó thay vì đi đến thiết bị chính và dùng nút điều khiển ở đó.